# Восстание Священного Братства
Восстание Священного братства или Восстание Ирмандиньо (исп. Revuelta Irmandiña) — два крупных восстания, которые имели место в XV веке в Королевстве Галисия, против попыток региональной знати сохранить свои привилегии в отношении крестьян и буржуазии. Волнения были частью более крупного феномена народных восстаний позднего средневековья, вызванных общим экономическим и демографическим кризисом в Европе в XIV—XV веках. В этом смысле галисийскому восстанию родственны каталонская Война де лос Ременсас и бунты foráneo на Балеарских островах.

## Предыстория
Несмотря на то, что Галисия была присоединена к Кастильской короне династической унией королевств Леон и Кастилия в 1037 году, она сохраняла некоторое самоуправление и уникальные черты хозяйства, которое в значительной степени зависело от сельского хозяйства и настроения феодальной знати, сосредоточенной на светских и церковных землях. Кроме того, королевство было изолировано от остальной части страны горными хребтами и географическим положением, что ещё более укрепляло позиции местного дворянства. Знатные семьи — Осорио в Монфорте-де-Лемос и Саррии, Андраде в Понтедеуме, Москосос и Вимьянсо, и некоторые другие — использовали свою автономию для закабаления сельского населения. Это в конце концов вызвало два крупных возмущения: Irmandade Fusquenlla (Восстание Священного братства, 1431—1435) и Grande Guerra Irmandiña («Великая война Братства», 1467—1469). Несмотря на итоговое поражение, они заложили основу для передачи Галисии под прямое управление Короны.

## Первое восстание
В 1431 году на землях Нуно Фрейре де Андраде, крупного землевладельца, известного своим жестоким обращением с крестьянами, возникло Священное братство — крестьянское общество, объявившее о начале восстания. Бунты вспыхнули в Понтедеуме и Бетансос и распространились на епископства Луго, Мондонедо и Сантьяго-де-Компостела. Во главе восстания встал идальго низкого происхождения Руй Хордо из Ла-Коруньи, который умер в тюрьме после того, как восстание было подавлено в 1435 году.

## Второе восстание
«Великая война Братства» (галис. Gran Guerra Irmandiña) разразилась в 1467 году, но формирование «общего братства» (irmandade xeral) было начато несколько лет назад по инициативе Алонсо де Лансоса при поддержке Энрике IV и различных муниципальных советов Ла-Коруньи, Бетансос, Ферроля и Луго. Во время восстания муниципальные советы стали главными действующими лицами, что придало конфликту черты гражданской войны, а не просто бунта, как это имело место три десятилетия назад.
Несколько лет плохих урожаев и неурядиц спровоцировали народное восстание. Несколько социальных классов приняли участие в организации восстания: крестьяне, горожане, мелкопоместное дворянство и даже некоторые представители духовенства (некоторые священнослужители поддерживали восставших материально). Под флагом борьбы с Братством было собрано около 80000 солдат. Педро де Осорио возглавил силы борьбы с восставшими в центре Галиции, особенно в области Компостела. Алонсо де Лансос направлял подавление восстание на севере Галисии, а Диего де Лемос — в южной части провинции Луго и на севере провинции Оренсе. Популярности восстания среди населения также способствовали лозунги против синьоров и правителей.
Противниками восставших стали дворяне, владельцы замков и крепостей, а также аббаты церквей и монастырей. Восставшие уничтожили около 130 замков и фортов в течение двух лет войны. Семьи Лемос, Андраде и Москосо были главными целями повстанцев. В начале войны многие дворяне бежали в Португалию или Кастилию, но в 1469 году Педро Мадруга начал контрнаступление из Португалии при поддержке дворян, королей Кастилии и Португалии и отрядов архиепископа Сантьяго-де Компостелы. Дворянская армия, которая имела современное обмундирование, в частности аркебузы, воспользовались слабостью организации повстанческих отрядов и разбили их по частям. Лидеры восстания были арестованы и казнены.

## Последствия
Восстание стало поводом к централизации власти в Галисии со стороны Короны. Центральные власти учредили должность капитан-генерал-губернатора и создали «аудиенцию» в Галисии для разрешения споров среди населения области. Также было установлено, что ни один из замков, разрушенных повстанцами, не будет восстановлен, а галисийские монастыри были помещены под управление архиепископа Мадрида. «Католические монархи» также устранили или нейтрализовали наиболее влиятельных дворян региона. В частности, Педро Мадруга, в благодарность королю Португалии за поддержку в подавлении восстания поддержавший Хуану Бельтранеху в её борьбе за корону Кастилии, был убит в 1486 году (по другой версии, он умер своей смертью от кожной болезни). Ещё один мощный лорд, Пардо де Села, был казнен, а его земли включены в королевский домен. И, наконец, Фердинанд и Изабелла отменили все остатки крепостного права в регионе в 1480 году.

## Память
Ежегодно проходит крупномасштабная историческая реконструкция событий восстания, финансируемое Советом Галисии. В последние годы в ней принимают участие до 800 человек, что делает её крупнейшим ролевым событием в мире.